# Kulturåret 1703

## Händelser
- Okänt datum - Karl XII:s bibel trycktes och var den officiella svenska kyrkobibeln fram till 1917.

## Födda
- 8 februari - Corrado Giaquinto (död 1765), italiensk målare,
- 23 mars - Cajsa Warg (död 1769), svensk hushållerska och författare.
- 17 juni - John Wesley (död 1791), engelsk präst och teolog.
- 29 september - François Boucher (död 1770), fransk målare.
- 5 oktober - Jonathan Edwards (död 1758), amerikansk teolog.
- 26 november - Theophilus Cibber (död 1758), dramatiker och skådespelare, son till Colley Cibber.
- okänt datum - Chiyo (död 1775), japansk haikupoet.
- okänt datum - Emerentia Polhem (död 1760), svensk författare.

## Avlidna
- 16 januari - Erik Dahlbergh (född 1625), svensk greve, arkitekt, fältmarskalk med mera.
- 15 maj - Charles Perrault (född 1628), fransk författare.
- 26 maj - Samuel Pepys (född 1633, engelsk ämbetsman och dagboksförfattare.
- 14 oktober - Thomas Kingo (född 1634),  dansk präst, psalmdiktare och psalmboksutgivare.
- okänt datum - Jan Siberechts (född 1627), Flamländsk konstnär.
- okänt datum - Christoffer Tietze (född 1641), tysk präst och psalmförfattare.